# Schweizer Meister (Inlinehockey)
Die Schweizer Meisterschaften im Inlinehockey werden in der Schweiz grundsätzlich in zwei verschiedenen Kategorien ausgetragen. Der Schweizerische Inlinehockey-Verband (SIHV) organisiert die nationalen Meisterschaften mit Ball auf einer offiziellen Spielfeldgrösse von 40 × 20 Meter, Inlinehockey Schweiz (IH-S) jene mit Puck auf einer offiziellen Spielfeldgrösse von 60 × 30 Meter. 

## Schweizerischer Inlinehockey-Verband (SIHV)

### Herren
| Jahr | NLA                   | NLB                       | 1. Liga              | 2. Liga | Cup                        |
| ---- | --------------------- | ------------------------- | -------------------- | ------- | -------------------------- |
| 2015 | SHC Bienne SeelanderS | SHC Buix                  | -                    | -       | Sayaluca Lugano            |
| 2014 | SHC Bienne SeelanderS | La Tour                   | -                    | -       | SHC Bienne SeelanderS__    |
| 2013 | SHC Rossemaison       | Bienne Skater 90          | Wolfurt Walkers      | -       | Rolling Aventicum Avenches |
| 2012 | SHC Rossemaison       | Sayaluca Cadempino Lugano | IHC Rothrist II      | -       | IHC Rothrist I             |
| 2011 | SHC Givisiez          | SHC Courroux Wolfies      | IHC Langnau Stars    | -       | Bienne Seelanders          |
| 2010 | Rossemaison           | Sayaluca Lugano           | Lenzburg Hurricanes  | -       | Givisiez Skater 95         |
| 2009 | Rossemaison           | Malcantone                | Hyper Savosa Lugano  | -       | Rangers Lugano Sorengo     |
| 2008 | Rossemaison           | Zofingen Black Panthers   | La Neuveville        | -       | Bienne Seelanders          |
| 2007 | Bienne Seelanders     | Rolling Aventicum         | Red Rocks Rothenfluh | -       | Rossemaison                |
| 2006 | Bienne Seelanders     | Rothrist                  | Gekkos Gerlafingen   | -       | -                          |
| 2005 | Courroux Wolfies      | Novaggio Twins            | -                    | -       | -                          |

### Damen
| Jahr | NLA                  | NLB | Cup |
| ---- | -------------------- | --- | --- |
| 2015 | -                    | -   | -   |
| 2014 | -                    | -   | -   |
| 2013 | Novaggio Twins       | -   | -   |
| 2012 | SHC Courroux Wolfies | -   | -   |
| 2011 | SHC Givisiez         | -   | -   |
| 2010 | Capolago Flyers      | -   | -   |
| 2009 | Rothrist             | -   | -   |
| 2008 | Capolago Flyers      | -   | -   |
| 2007 | Capolago Flyers      | -   | -   |
| 2006 | La Baroche           | -   | -   |

### Junioren
| Jahr | Meisterschaft     | Cup                  |
| ---- | ----------------- | -------------------- |
| 2013 | SHC Buix          | SHC Buix             |
| 2012 | Bienne Seelanders | IHC La Tour          |
| 2011 | SHC Givisiez      | Bienne Seelanders    |
| 2010 | Rossemaison       | Bienne Seelanders    |
| 2009 | La Broye          | Bienne Seelanders    |
| 2008 | La Broye          | La Broye             |
| 2007 | MGI Malcantone    | JB Rothrist/Zofingen |
| 2006 | MGI Malcantone    | -                    |

### Novizen
| Jahr | Meisterschaft     | Cup |
| ---- | ----------------- | --- |
| 2013 | SHC Buix          | -   |
| 2012 | SHC Rossemaison   | -   |
| 2011 | Bienne Seelanders | -   |
| 2010 | Bienne Seelanders | -   |
| 2009 | Bienne Seelanders | -   |
| 2008 | Rossemaison       | -   |
| 2007 | Bienne Seelanders | -   |
| 2006 | La Broye          | -   |

### Minis
| Jahr | Meisterschaft         | Cup |
| ---- | --------------------- | --- |
| 2023 | Gekkos Gerlafingen    |     |
|      |                       |     |
|      |                       |     |
|      |                       |     |
|      |                       |     |
|      |                       |     |
|      |                       |     |
|      |                       |     |
| 2015 | SHC Bienne SeelanderS | -   |
| 2014 | SHC Rossemaison       | -   |
| 2013 | SHC Rossemaison       | -   |
| 2012 | SHC Rossemaison       | -   |
| 2011 | SHC Rossemaison       | -   |
| 2010 | SHC Rossemaison       | -   |
| 2009 | SHC Rossemaison       | -   |
| 2008 | Buix                  | -   |
| 2007 | Bassecourt            | -   |
| 2006 | Bienne Seelanders     | -   |
| 2005 | SHC Rossemaison       | -   |

## Inlinehockey Schweiz (IH-S)

### Herren
| Jahr | NLA                    | NLB                      | 1. Liga                | 2. Liga         | 3. Liga            | 4. Liga            |
| ---- | ---------------------- | ------------------------ | ---------------------- | --------------- | ------------------ | ------------------ |
| 2013 | Keyplayers Embrach     | Z-Fighters Oberrüti-Sins | IHC Wil Eagles         | IHC Wettingen   | Grizzlys Hünenberg | Keyplayers Embrach |
| 2012 | Keyplayers Embrach     | ihcSF Linth              | IHC Stansstad          | Wetzikon Sharks | IHC Thurgau        | IHC Jona-Au        |
| 2011 | Razorbacks Zug-Freiamt | Z-Fighters Oberrüti-Sins | IHC Grizzlys Hünenberg | IHC Wil Eagles  | ihcSF Linth        | Muttenz Legends    |

### Damen
| Jahr | NLA         |
| ---- | ----------- |
| 2013 | IHC Thurgau |

### Junioren
| Jahr | Elite                 | Novizen                | Mini                   |
| ---- | --------------------- | ---------------------- | ---------------------- |
| 2015 | Rolling Stoned Tuggen | IHC Grizzlys Hünenberg | IHC Grizzlys Hünenberg |
| 2014 | Rolling Stoned Tuggen | IHC Wil Eagles         | IHC Grizzlys Hünenberg |
| 2013 | HC Laupersdorf        | IHC Wil Eagles         | HC Laupersdorf         |
| 2012 | ihcSF Linth           | IHC Wil Eagles         | HC Laupersdorf         |
| 2011 | HC Seetal             | IHC Wil Eagles         | HC Laupersdorf         |